# Silvestro Gherardi
Silvestro Gherardi (Lugo, 17 dicembre 1802 – Firenze, 29 luglio 1879) è stato un fisico e storico della scienza italiano.

## Biografia
Si laureò a Bologna in matematica e scienze naturali nel 1822 allievo di Francesco Orioli, di cui subito dopo divenne assistente.
Fu ministro dell'Istruzione Pubblica della Repubblica Romana.
Trasferitosi a Torino, dal 1857 al 1861 fu titolare della cattedra di fisica generale e sperimentale all'università e diresse il Gabinetto scientifico e fu eletto deputato al primo Parlamento il 25 marzo 1860 nel collegio di Lugo.
Fu un valente conoscitore di elettricità e di ottica.
A lui è dovuta la conservazione dei testi delle dispute tra Tartaglia e Ferrari (1547).

## Intitolazioni
Lugo gli ha dedicato uno degli istituti comprensivi della cittadina.